# 신칸센 300계 전동차
신칸센 300계 전동차(일본어: 新幹線300系電車)는 도카이도 신칸센의 노조미(일본어: のぞみ) 등급으로서 1990년에 시제차량이 등장한 도카이도 신칸센, 산요 신칸센의 제3세대 차량이다.

## 개요
최고 속도가 낮은 신칸센 0계 전동차와 신칸센 100계 전동차보다 안정된 고속 주행을 실현하기 위해서, 차체의 공력 특성의 향상과 경량화를 행했다. 도쿄역과 신오사카역 사이를 약 2시간 30분에 주파한다.
제조 수는 도카이 여객철도(이하 JR 도카이)의 J편성61편성·976량과 JR 서일본의 F편성 9편성·144량을 합쳐 70편성·1,120량이지만, J편성 중에는 500계의 제조 종료후에 완성된 편성도 있다. JR 도카이 소유의 J52 이후의 편성은 700계의 양산 선행차, C1 편성보다 나중에 완성되었다. 덧붙여 양산 선행 시작차의 J1편성은, 2007년 3월 28일에 폐차 회송되어 동년 3월 31일부로 차적이 말소되었다. 4월 초에는 4호차가 해체되었다.

## 세부 모델

### 신칸센 300계 0번대 전동차
신칸센 300계 0번대 전동차(일본어: 新幹線300系電車0番台)는 도카이 여객철도 소속으로 1992년 2월부터 1998년 10월까지 순차별로 도입했다. 2007년에 신칸센 N700계 전동차가 도입되면서 순차별로 퇴역을 시작으로 2012년 2월에 정규 운행 종료에 이어 같은 해 3월에 전량 퇴역되었다.

### 신칸센 300계 3000번대 전동차
신칸센 300계 3000번대 전동차(일본어: 新幹線300系電車3000番台)는 서일본 여객철도 소속으로 16량 편성으로 F 편성으로 1992년 12월부터 1993년 9월까지 순차별로 도입했다. 2011년부터 F5편성이 폐차를 시작으로 2012년에 전량 퇴역 후 폐차되면서 신칸센 700계 전동차 C편성 중 8편성이 도카이 여객철도에서 양도받았다.

### 신칸센 300계 9000번대 전동차
신칸센 300계 9000번대 전동차(일본어: 新幹線300系電車9000番台)는 1990년에 최초로 도입된 열차로 1992년에 노조미 등급이 신설될 때까지 시범 운행을 했다. 1991년 3월 11일, 도카이도 신칸센 구간 중 교토 ~ 마이바라 구간에 최고 영업 속도 325,7km/h를 기록했다. 도입 초기 J0편성으로 도입했으나 1993년에 J1편성으로 변경되었다. 2001년부터 도카이도 신칸센의 ATC 장비 시험을 위해 도카이 여객철도에서 시험 열차로 전환되었다가 2007년 3월에 퇴역했다.

## 구조
신칸센으로서 최초로 최고속도 주행에 적합한 VVVF 인버터 제어를 채용한 차량이다. VVVF 인버터의 소자는 도시바가 독자 개발한 VVVF 인버터 제어 방식의 스위칭 주파수가 낮은 GTO 소자를 채용했기 때문에, 발차시와 정차시에 모터로부터의 소음이 눈에 띈다. 교류 모터의 채용에 의해, 100계의 직류 모터에 비해 출력은 약 30% 상승하면서 질량은 약 50%가 되어, 차량 전체의 경량화에 기여하고 있다.
또한, VVVF 인버터 제어를 이용해 회생제동도 신칸센 차량으로서는 처음으로 장비해 브레이크 성능을 강화했다. 다만, 모터가 없는 부수차는 회생제동을 장비할 수 없기 때문에, 와전류 브레이크를 장비했다. 또한, 차체의 경량화에 의해 편성 전체에 차지하는 여객 질량의 비율이 높아졌기 때문에, 300계부터 브레이크 제어에 응하중 장치가 추가되었다.
2M1T의 3량을 1유닛으로 하는 3량 유닛 구성으로, 질량 배분의 평균화를 노려 2량의 전동차(M)이 1량의 부수차(T)의 양단을 사이에 두는(M+T+M) 독특한 배열을 채용했다. 이 구성은 일본 내에서는 300계 이외의 다른 계열로의 채용 사례는 없지만, 일본 외에서는 이탈리아의 ETR460, 독일의 ICE3에서의 채용된 바 있다. 이 때문에, 하카타분 선두차(323형 ,1호차)는 유닛에 속하지 않는 차량이 되었다.
차체는, 도카이도·산요 신칸센용 차량에서는 처음으로 알루미늄 합금을 사용해 차체 질량을 큰폭으로 경감했다. 또, 공기 저항 저감을 위해서 차체 단면이 축소되어, 차고는 100계보다 40cm 정도 낮아졌다. 한층 더 저중심화된 설계를 채용했기 때문에 100계까지는 천정에 있었던 공조장치를 마루 밑으로 이동시켰다. 때문에 창간의 주내의 덕트를 경유해 송풍하는 구조가 되었다. 또, 팬터그래프에는 커버를 설치했다. 주행중의 소음을 큰폭으로 경감해, 영업시의 최고속도를 270km/h으로 하는 것이 가능해졌다. 초창기의 차량(J1, J15 편성(도카이 여객 철도 소속)과 F1, F5편성(서일본 여객 철도 소속))에 대해서는, 공기 저항 저감을 위해서 도어를 닫았을 때에 차체와의 단차가 없는 플러그 도어를 채용하고 있었지만, 구조가 복잡하고 트러블이 많았으며 추가적인 비용에 비해 공기저항 저감에 의한 소음에의 영향이 적었기 때문에 후기의 차량(도카이 여객 철도 소속)에서는 통상의 미닫이로 변경했다.

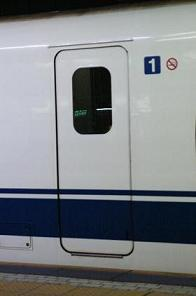
초창기형의 플러그 도어

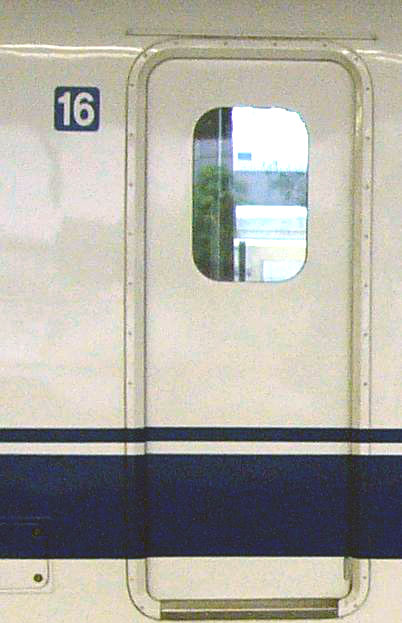
후기형의 미닫이식 문

앞서 서술했던 알루미늄 바디 채용에 의한 경량화는, 부수차의 경우 와전류 브레이크 장치의 질량이 모터보다 무겁고, 또한 기기 중에서 가장 질량이 큰 주변압기를 탑재하고 있던 것 등으로 인해 모터 장비의 전동차보다 부수차가 무거워지는 결과를 낳았다. 그 후 개발된 500계에서는 부수차 채용시의 질량증가를 피하기 위해 모두 전동차로 변경해, 700계에서는 브레이크 장치의 경량화와 기기 배치의 최적화에 의해 전동차와 부수차의 질량을 같게 했다. 선행 시제차량은 1990년에 303km/h을, 1991년 2월 28일의 심야에는 325.7km/h을 기록해 일본내 최고속도 기록을 국철 시대 이래 수십 년 만에 갱신했다.
대차는 철도종합기술연구소(JR 총연)이 개발한 9023EF형 대차를 베이스로 한, 신칸센의 차량 중에서는 처음으로 채용되는 볼스터리스 대차로, 경량이며 곡선 통과성이 뛰어난 것이 특징이다. 축상지지(軸箱支持) 방식은 270km/h로 주행시의 안정성을 높이기 위해, 0계 이래의 IS 방식을 개량해 원통 고무 병용 방식을 채용했다. 형식은M카가 TDT203형(3000번대는 WDT203형)이며 T차가 TTR7001형(3000번대는 WTR7001형)이다. 질량은 TDT203형이 6689kg, TTR7001형이 6914kg으로, 100계의 DT202형의 9800kg, TR7000형의 9225kg으로부터 대폭적인 경량화를 달성했다.
1999년부터는, 700계에서 채용된 저소음화 기술을 반영해, 싱글 암 팬터그래프, 애자 커버, 직조인트를 탑재하는 개조를 실시하고 있다.
또한 2004년 9월 29일, JR 도카이는 승차감 향상을 위해 비교적 상태가 좋은 편성(주로J19 편성 이후)에 N700계 양산 선행 시제차에서 채용한 개량형 세미 액티브 서스펜션을 1·6 ·8~10·12·16호차 7량에, 개량형 좌우동댐퍼를 나머지의 9량에, 700계에서 채용된 비선형 공기 용수철과 요댐퍼를 전차량에 탑재하는 것을 발표했다. 그 이외의 편성(주로J18 편성 이전)은 N700계에의 조기 치환 대상이기 때문에 시공 대상에서 제외되었으며, 2006년 2월까지 완료 예정이다. 차체간 댐퍼는, 장착을 위해 필요한 차체 단부가 개조 보강이 용이하지 않은 알루미늄제이기 때문에 보류되고 있다.
덧붙여 J편성(JR 도카이 소속)과 F편성(JR 서일본 소속)의 외관상으로의 분별법으로서는 팬터그래프 커버(J편성은 회색, F편성은 흰색)와 JR 로고의 색이 다른 것, F편성에서는 차체 하부에 리프팅 잭을 설치하기 위한 함몰이 있는 것 등이 있다.
JR 도카이 및 JR 서일본에서는 구 일본국철 시대의 0계 이래, 전조등과 미등은 동일 광원로 반환시에는 유리판의 색 전환으로 대응하는 구조를 채용해 왔지만, 이 전통적인 구조도 300계를 마지막으로 최후를 맞이하여 500계 이후의 신형 신칸센 전동차에서는 필라멘트 구조의 전조등과 발광 다이오드의 미등이 완전하게 분리되어 있다.

## 거주성
16량 편성으로 8~10호차가 1등차, 이외는 모두 보통차이다(이 차량 구성은 후의 16량 편성의 신칸센에서도 채용되고 있다). 100계와 달리 2층 차량이나 그린 개인실은 없다. 1등차는 2+2의 좌석 배열로 독서등을 각 석에 설치해, 이어폰식의 오디오 서비스나 모포 대여등의 서비스가 있다. 또, 퍼서에 의한 물수건이나 도시락의 차내 주문 서비스도 있어, 그 이후의 1등차 서비스의 표준이 되었다. 보통차는 3+2의 좌석 배열로 시트피치(좌석의 전후 간격)는 넓다. 이 300계부터 식당차가 사라졌으며, 대신 7·11호차에 차내 판매 준비실을 겸해 서비스 코너를 설치했지만, 2003년 9월에 폐지되었다. 정원은 1등차 200 명, 보통차 1,123 명의 합계 1,323 명이며, 이것이 그 이후의 도카이도 신칸센 차량의 표준 정원이 되었다. 덧붙여 JR 도카이의 J편성은 브라운계의 배색으로 차내는 정리하고 있는 데 비해, JR 서일본의 F편성은 그레이계의 배색으로 정리하고 있다. J편성과 F편성은 외관으로는 팬터그래프 커버의 색(J편성은 그레이, F편성은 흰색)과 JR 마크의 색으로밖에 구별할 수 없다.
노조미 등급으로서의 고속운전을 달성하는 일을 최우선 목표로 개발된 차량인 만큼, 거주성은 희생되어 있는 것을 부정할 수 없다. 차체 단면의 축소에 의해 거주 공간이 좁아졌으며, 고속 운전에 수반해 진동이 커져 버렸다. 300계의 도입 당초는, 좌석 앞의 테이블에 두었던 커피가 흘러넘쳤다든가, 샌드위치가 손도 닿지 않았는데 통째로 마루에 굴러떨어졌다는 등의 불평이 잇따랐다.
또, 앞서 서술한 공조장치의 이전에 수반해 덕트를 벽내에 이전시킨 것으로 인해 외부에서의 기온 변화나 직사광선의 영향을 받기 쉬워져 버렸다. 이것은, 경량화를 위해 외벽이 극단적으로 얇은 싱글스킨 구조인 것도 영향을 주지만, 여름은 냉방의 효능이 나쁘고, 겨울은 바깥 공기 때문에으로 난방의 효능이 나빠져 300계는 냉난방의 효능이 그다지 좋지 않은 차량이 되어 버렸다.
300계는 신기술을 대거 채용·실용화해 신칸센 고속화의 제일보가 되었다. 때문에 기술적으로는 높게 평가되는 차량이지만, 거주성이라고 하는 점으로 보았을 경우 승객의 300계에 대한 평가는 낮은 경우가 많다.
JR 도카이에서는 이것을 교훈으로 후계 계열인 700계의 개발시에는 고속운전성능뿐이 아닌, 거주성을 포함한 쾌적성 중시 자세를 취했다. 진동 저감·거주 쾌적성 향상 등 이용자에게는 그 성과를 지지받고 있다. 이것은, 신칸센에 한정되지 않고 최근 JR 각사의 재래선 신형 특급 차량의 개발시에도 중시되게 되었다.

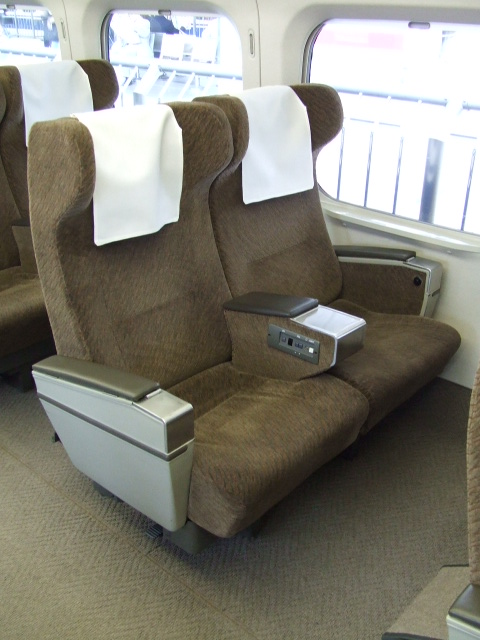
그린차(JR 도카이)
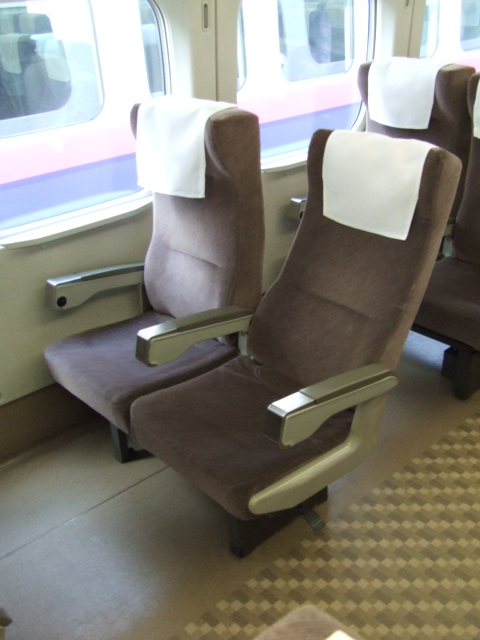
보통석(JR 도카이)
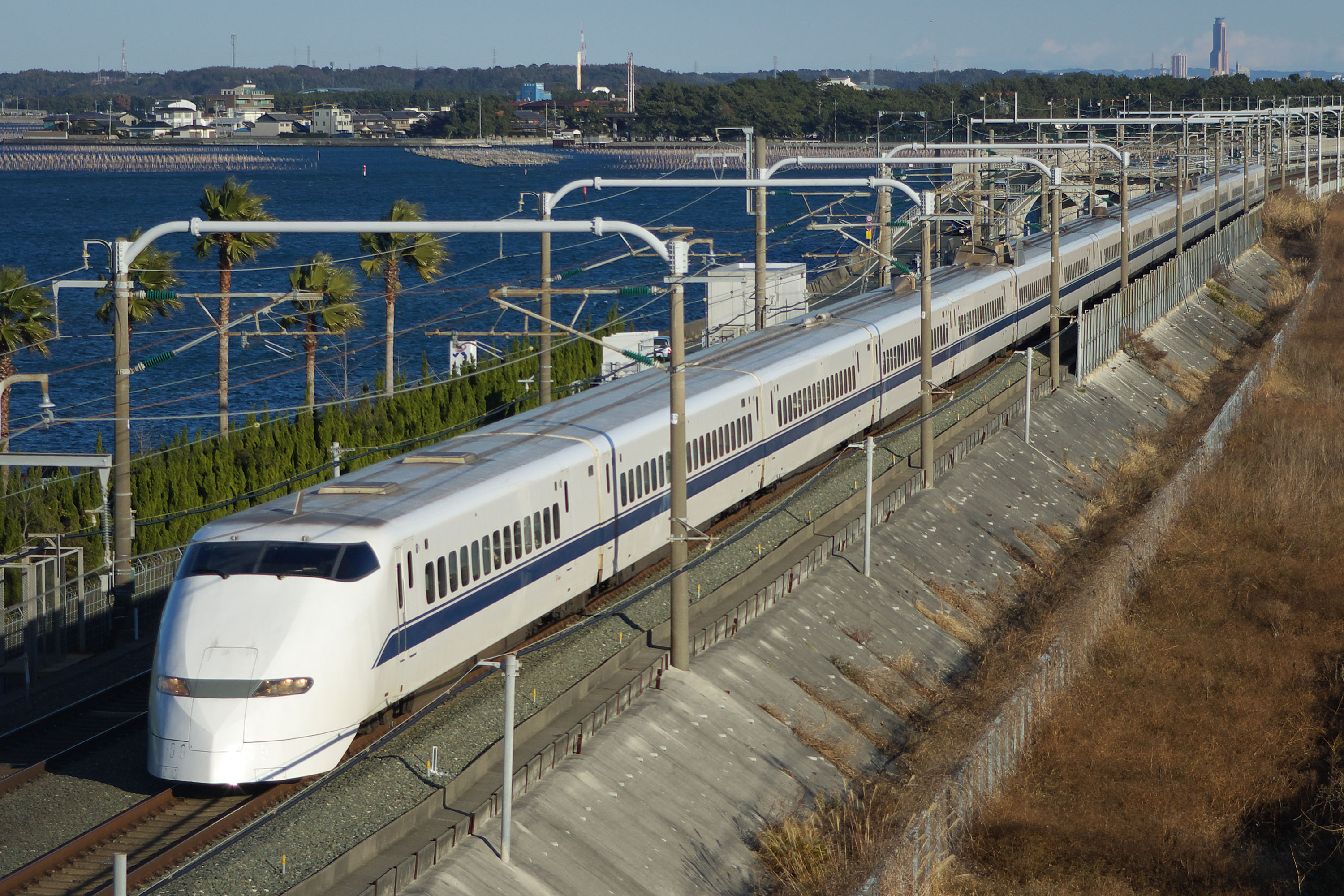
히카리 호 주행
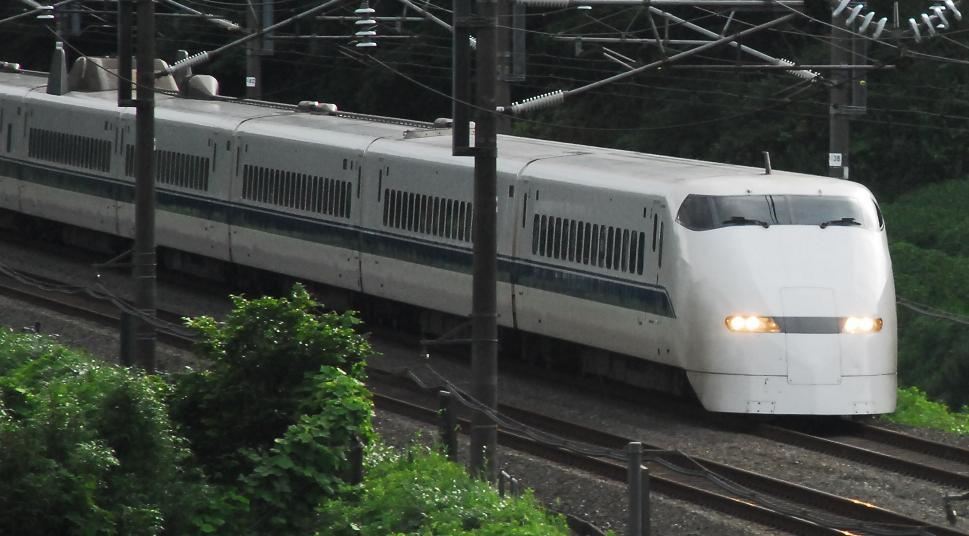
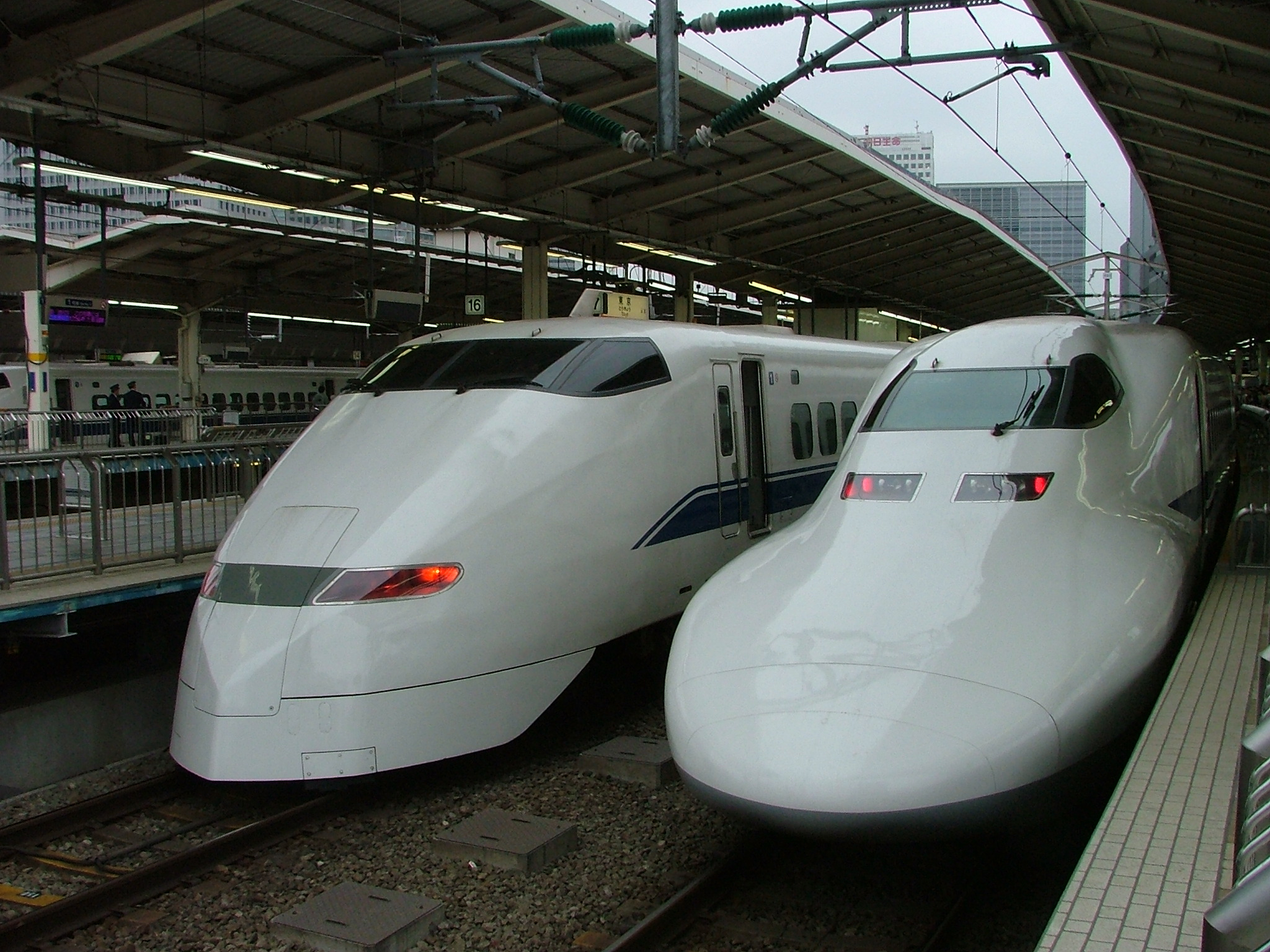
700계와 대기중

## 향후의 거취
2007년 7월 1일부터 300계의 일부 편성의 치환도 겸해 개발된 N700계가 영업 운전을 개시하게 되어 데뷔 시점에서 예비 편성을 포함해 6개의 N700계의 대량생산차가 갖추어지므로, 그때까지 차령 15년을 넘은 초창기의 300계 양산형 차량(J2J5)이 내구연한 만료로 폐차될 가능성이 높다. 또한 N700계는 대량으로 양산될 예정이기 때문에, 그에 따라 300계의 폐차도 급격히 진행될 것으로 예상된다. 덧붙여 양산 선행 시제차 J1편성은 2003년부터 영업 열차에의 운용으로부터 제외되어, N700계의 설계에 데이터를 제공하기 위한 사업용 차량으로서 사용되고 있었지만 앞에서 서술한 것처럼 2007년 3월 31일자로 폐차되었다.
그리고 2011년에 N700계의 도입이 끝나면서 2012년 3월 16일 100계와 함께 마지막 운행을 실시하면서 정기운용에서 은퇴하였다.

## 객차 구성
- 전 차량 6호차와 12호차에 팬터그래프가 존재한다.

### J 편성 (도카이여객철도소속)
| 호차 | 1   | 2   | 3   | 4   | 5       | 6   | 7       | 8   | 9   | 10  | 11      | 12  | 13      | 14  | 15      | 16  |
| ---- | --- | --- | --- | --- | ------- | --- | ------- | --- | --- | --- | ------- | --- | ------- | --- | ------- | --- |
| 명칭 | Tc  | M1  | Tpw | M2  | M1w     | Tp  | M2k     | M1s | Tps | M2s | M1h     | Tp  | M2w     | M1  | Tpws    | M2c |
| 번호 | 323 | 325 | 329 | 326 | 325-500 | 328 | 326-400 | 315 | 316 | 319 | 325-700 | 328 | 326-500 | 325 | 329-500 | 322 |
| 좌석 | 65  | 100 | 85  | 100 | 90      | 100 | 75      | 68  | 64  | 68  | 63      | 100 | 90      | 100 | 80      | 75  |

### F 편성 (서일본여객철도소속)
| 호차 | 1        | 2        | 3        | 4        | 5        | 6        | 7        | 8        | 9        | 10       | 11       | 12       | 13       | 14       | 15       | 16       |
| ---- | -------- | -------- | -------- | -------- | -------- | -------- | -------- | -------- | -------- | -------- | -------- | -------- | -------- | -------- | -------- | -------- |
| 명칭 | Tc       | M1       | Tpw      | M2       | M1w      | Tp       | M2k      | M1s      | Tps      | M2s      | M1h      | Tp       | M2w      | M1       | Tpws     | M2c      |
| 번호 | 323-3000 | 325-3000 | 329-3000 | 326-3000 | 325-3500 | 328-3000 | 326-3400 | 315-3000 | 316-3000 | 319-3000 | 325-3700 | 328-3000 | 326-3500 | 325-3000 | 329-3500 | 322-3000 |
| 좌석 | 65       | 100      | 85       | 100      | 90       | 100      | 75       | 68       | 64       | 68       | 63       | 100      | 90       | 100      | 80       | 75       |

## 현황
총 70편성이 도입되었다. 현재 전 차량 폐차되었다.

### J 편성 (도카이여객철도소속)[7]
| 차호  | 도입 시기 | 운행 중단 시기 | 비고                       |
| ----- | --------- | -------------- | -------------------------- |
| J1호  | 1990년    | 2007년         | 도입 초기 J0호로 도입했다. |
| J2호  | 1992년    | 2007년         |                            |
| J3호  | 1992년    | 2008년         |                            |
| J4호  | 1992년    | 2007년         |                            |
| J5호  | 1992년    | 2008년         |                            |
| J6호  | 1992년    | 2008년         |                            |
| J7호  | 1992년    | 2008년         |                            |
| J8호  | 1992년    | 2008년         |                            |
| J9호  | 1992년    | 2008년         |                            |
| J10호 | 1992년    | 2008년         |                            |
| J11호 | 1993년    | 2007년         |                            |
| J12호 | 1993년    | 2008년         |                            |
| J13호 | 1993년    | 2008년         |                            |
| J14호 | 1993년    | 2008년         |                            |
| J15호 | 1993년    | 2008년         |                            |
| J16호 | 1993년    | 2008년         |                            |
| J17호 | 1993년    | 2009년         |                            |
| J18호 | 1993년    | 2009년         |                            |
| J19호 | 1993년    | 2007년         |                            |
| J20호 | 1993년    | 2010년         |                            |
| J21호 | 1993년    | 2010년         |                            |
| J22호 | 1994년    | 2011년         |                            |
| J23호 | 1994년    | 2009년         |                            |
| J24호 | 1994년    | 2009년         |                            |
| J25호 | 1995년    | 2009년         |                            |
| J26호 | 1995년    | 2009년         |                            |
| J27호 | 1995년    | 2008년         |                            |
| J28호 | 1995년    | 2009년         |                            |
| J29호 | 1995년    | 2009년         |                            |
| J30호 | 1995년    | 2011년         |                            |
| J31호 | 1995년    | 2010년         |                            |
| J32호 | 1995년    | 2010년         |                            |
| J33호 | 1995년    | 2010년         |                            |
| J34호 | 1996년    | 2010년         |                            |
| J35호 | 1996년    | 2011년         |                            |
| J36호 | 1996년    | 2010년         |                            |
| J37호 | 1996년    | 2010년         |                            |
| J38호 | 1996년    | 2009년         |                            |
| J39호 | 1996년    | 2009년         |                            |
| J40호 | 1996년    | 2009년         |                            |
| J41호 | 1996년    | 2009년         |                            |
| J42호 | 1997년    | 2009년         |                            |
| J43호 | 1997년    | 2009년         |                            |
| J44호 | 1997년    | 2011년         |                            |
| J45호 | 1997년    | 2010년         |                            |
| J46호 | 1997년    | 2010년         |                            |
| J47호 | 1997년    | 2010년         |                            |
| J48호 | 1997년    | 2010년         |                            |
| J49호 | 1997년    | 2010년         |                            |
| J50호 | 1997년    | 2011년         |                            |
| J51호 | 1997년    | 2010년         |                            |
| J52호 | 1997년    | 2011년         |                            |
| J53호 | 1997년    | 2011년         |                            |
| J54호 | 1997년    | 2012년         |                            |
| J55호 | 1998년    | 2012년         |                            |
| J56호 | 1998년    | 2012년         |                            |
| J57호 | 1998년    | 2012년         |                            |
| J58호 | 1998년    | 2010년         |                            |
| J58호 | 1998년    | 2011년         |                            |
| J60호 | 1998년    | 2011년         |                            |
| J61호 | 1998년    | 2011년         |                            |

### F 편성 (서일본여객철도소속)[7]
| 차호 | 도입 시기 | 운행 중단 시기 | 비고 |
| ---- | --------- | -------------- | ---- |
| F1호 | 1992년    | 2011년         |      |
| F2호 | 1992년    | 2011년         |      |
| F3호 | 1993년    | 2011년         |      |
| F4호 | 1993년    | 2011년         |      |
| F5호 | 1993년    | 2011년         |      |
| F6호 | 1993년    | 2011년         |      |
| F7호 | 1993년    | 2012년         |      |
| F8호 | 1993년    | 2012년         |      |
| F9호 | 1993년    | 2012년         |      |

## 보존 및 전시 차량
- 322-9001(J0편성 → J1편성)
아이치현 나고야시에 위치한 SC 말레브 철도 공원에서 보존중이다.[8]
- 323-20 (J21편성)
2011년 3월부터 아이치현 나고야시에 위치한 SC 말레브 철도 공원에서 보존했다가 2013년에 해체되었다.[8][9]

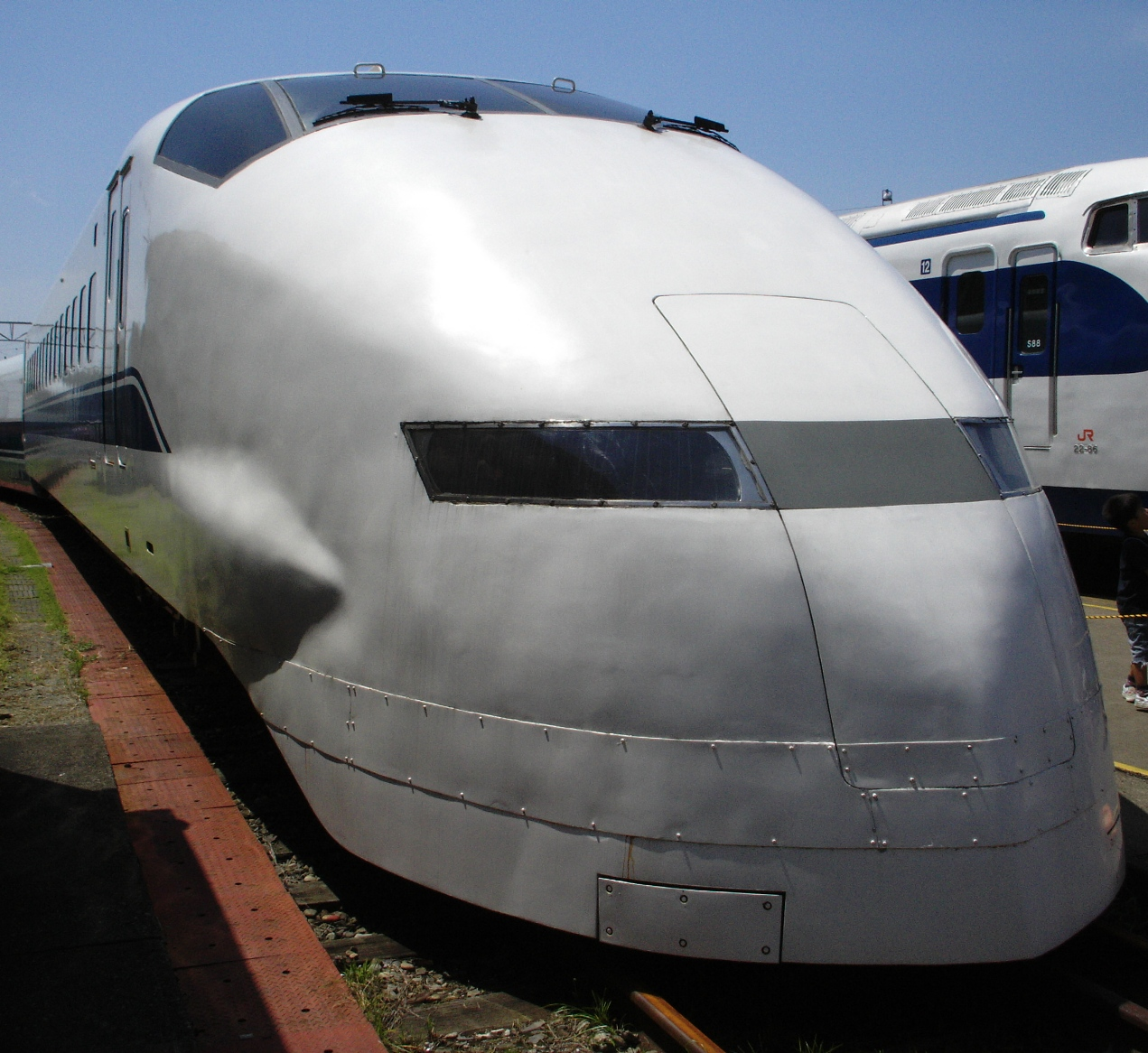
선행양산차량 J1편성
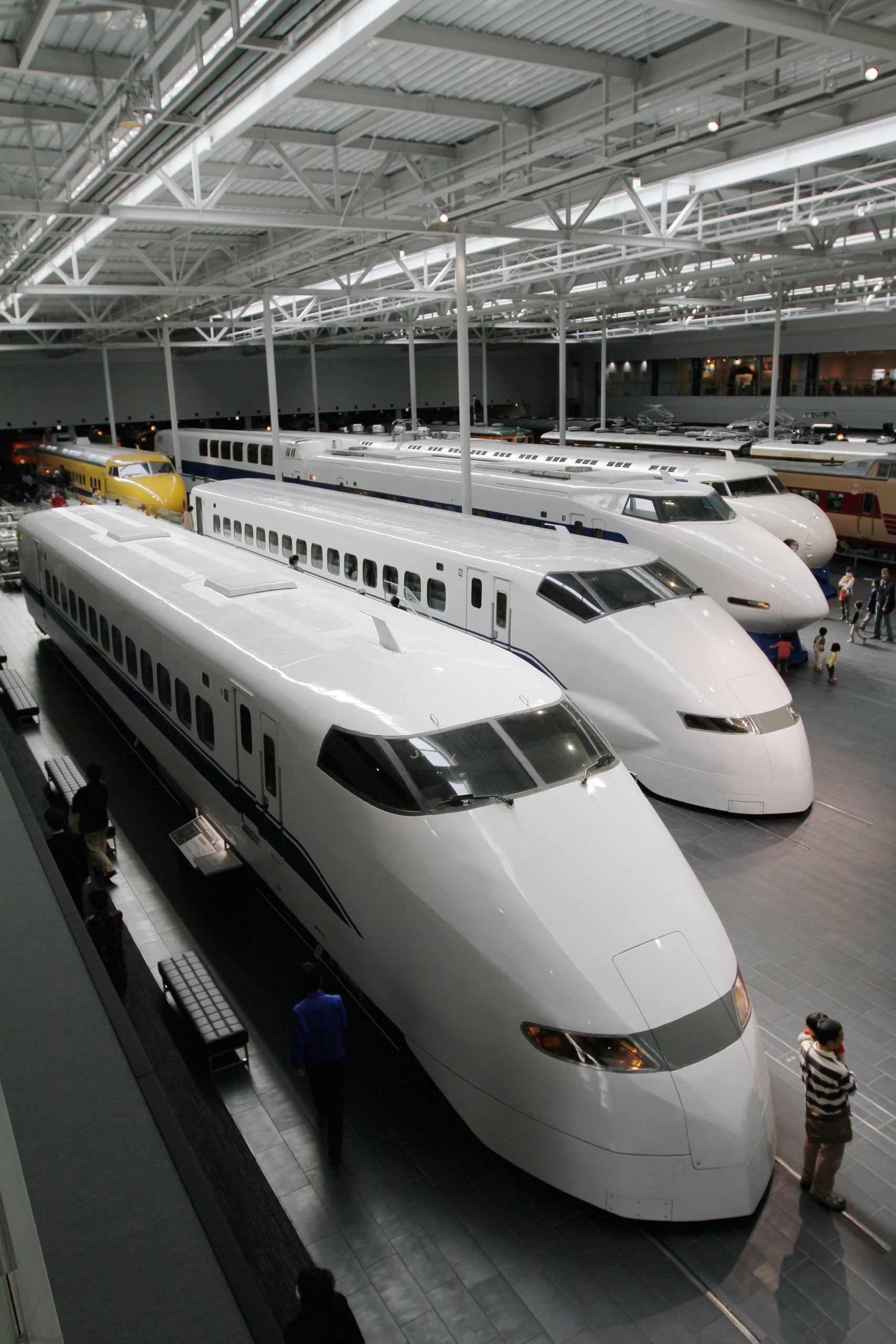
J21편성